# Культурное заимствование

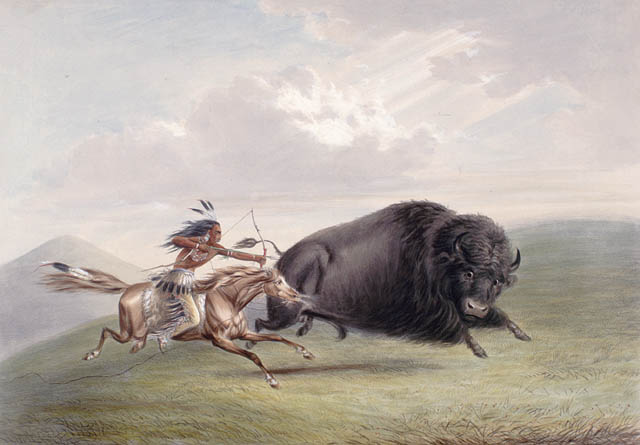
Североамериканский индеец охотится верхом на буйвола. Индейская лошадь является ярким примером элемента культурного заимствования. Привезённая на Американские континенты европейскими колонизаторами, лошадь прочно вошла в быт, изменив мировоззрение многих индейских племён; важно упомянуть, что лошадь вымерла в Северной и Южной Америке во время последнего ледникового максимума (около 10 тыс. лет назад).

Культу́рное заи́мствование — социологическая концепция, которая рассматривает частичное или полное перенятие компонентов одной культуры  другой культурой; планомерный и непланомерный исторический процесс принятия и использования элементов одной культуры членами другой культурной общности; один из естественных исторических способов возникновения новых культур, культурных процессов внутри отдельных культурных сообществ, создания новой культурной общности.
Современная социология часто характеризует культурное заимствование как деструктивный фактор в сохранении и развитии отдельных культур; в особенности самобытных, развитие которых происходило в условиях изолированности. Вместе с тем, культурное заимствование — это зачастую необходимое условие для обеспечения повышения качества жизни перенимающей стороны, адаптации к изменяющимся условиям жизнедеятельности.